# Frida Duverger
Frida Duverger (Sint-Niklaas, 22 maart 1938) is een Belgische kunstschilder.

## Leven
Duverger studeerde kunst aan de Koninklijke Academie voor Schone Kunsten van Gent en de Stedelijke academie voor Schone kunsten te Sint-Niklaas.
In 1980 was ze medestichter van Kunstkring Kallipege. Van 1982 tot 1998 was ze leraar algemeen beeldende vorming aan de Stedelijke academie voor Schone Kunsten Sint-Niklaas.
Zij was gehuwd met Hubert De Volder en is de moeder van kunstschilder Ingrid De Volder.

## Werk
Duverger is een kunstenares die gebruik maakt van volgende technieken: olieverf, monotype, droge naald, ets, hout- en linosnede, pastelpotlood en keramiek.
Dromen inspireren haar, net als muziek en poëzie.
Anton van Wilderode schreef teksten bij werken van Frieda Duverger en haar echtgenoot Hubert De Volder.

## Tentoonstellingen
Ze heeft tentoongesteld in binnen- en buitenland.
- Galerij Vyncke-Van Eyck te Gent (1956)
- Boekhandel Elkerlyc te Sint-Niklaas (1958)
- Stedelijk Museum te Sint-Niklaas (1960)
- Kunstsalon Kaleidoscoop te Gent (1961)
- L’art Schongau, Lucca, Colmar (1963)
- Zaal Venetia te Sint-Niklaas (1967)
- Vlaamse kunstenaars, Gemeentelijk Instituut te Merelbeke (1967)
- Galerij De schouwpijp te Willebroek (1972)
- Galerij Imago te Tielt (1972)
- Vrouwelijke kunstenaars in Oost-Vlaanderen, Kredietbank te Gent (1975)
- Vrouwelijke kunstenaars, De Tinne Pot te Brussel (1975)
- Galerij Brabo te Antwerpen (1977)
- Galerij Brabo te Antwerpen en het Stedelijk Museum te Sint-Niklaas, regelmatig tentoonstellingen met kunstkring Kallipege (1980 tot 2009)
- Kunst uit het Waasland, Kredietbank te Brussel (1980)
- Het pastel, Stedelijk Museum te Sint-Niklaas (1987)
- Twintig jaar kunst in de stad, Stedelijk Museum te Sint-Niklaas (1993)
- Aspecten van de Vlaamse kunst vandaag, Staatsmuseum van de geschiedenis van Sint-Petersburg te Sint-Petersburg, Rusland (1998)
- Schilders die schilderen, Sint-Aldegondiskerk te As (2000)
- Schilders die schilderen, Rijckewaertshof te Bredene (2000)
- Het Portret, Stedelijk Museum te Sint-Niklaas (2000)
- 25 jaar kunstkring Kallipege, Vierkante Zaal te Sint-Niklaas (2005)
- Karel Mechiels 80, Stedelijk Museum te Sint-Niklaas (2008)
- Galerie Link te Gent (2009)

- RKD-Nederlands Instituut voor Kunstgeschiedenis: 25144